# Saldatura a lama calda
La saldatura a lama calda è un tipo di saldatura utilizzata per i materiali termoplastici, in cui la fusione dei materiali avviene per contatto diretto con una piastra riscaldata e termoregolata elettronicamente.

## Procedura
Le due parti da saldare sono posizionate in un posaggio connesso ai due lati opposti di una pressa. Una lama calda, avente una forma che replica la geometria delle due parti da saldare, viene posizionata tra le due parti. I due lati opposti della pressa mettono a contatto le parti con la lama calda fino a quando il calore non rende morbide le superfici raggiungendo il punto di fusione della plastica. Quando questa condizione viene raggiunta, la lama calda viene rimossa, le parti vengono premute tra di loro e la posizione viene mantenuta fino a quando il punto di saldatura si raffredda e si solidifica creando una giunzione permanente.
I due pezzi da assemblare sono contenuti nei relativi posaggi e il ciclo di saldatura a lama calda avviene automaticamente ed è gestito con l'impostazione del tempo di riscaldamento e del tempo di raffreddamento.

## Limiti
La pressione esercitata durante la saldatura dei materiali termoplastici è uno dei parametri fondamentali, così come la corretta impostazione della temperatura, che è compresa tra 250 e 350 °C.
I movimenti meccanici della macchina devono essere veloci in modo che il riscaldamento e la fusione del giunto di saldatura sia sufficientemente plastico per la compenetrazione delle due parti da saldare.

## Applicazioni
Con le saldatrici a lama calda si possono saldare pezzi di grandi dimensioni, pezzi che hanno forme complesse e pezzi che devono essere a tenuta stagna.
Tale tipo di saldatura è utilizzata nell'assemblaggio di pezzi realizzati con materiali termoplastici semicristallini come il polipropilene, con particolare riferimento al settore elettrodomestici, casalinghi ed automotive.